# 黑身樸麗魚
黑身樸麗魚，為輻鰭魚綱鱸形目隆頭魚亞目慈鯛科的其中一種，分布於非洲維多利亞湖流域，棲息深度4-8公尺，體長可達11.5公分，棲息在中底層水域，屬肉食性，以魚類為食，生活習性不明。

## 擴展閱讀
維基物種上的相關：黑身樸麗魚